# Pro Musica
Pro Musica este o formație românească de muzică rock din Timișoara, înființată de Ilie Stepan în anul 1973. În 1988, a apărut Rockul baroc, singurul album de studio înregistrat de formație.

## Istoric
La 15 ianuarie 1973, grupul susține primul concert, în sala actualului Colegiu Național Pedagogic „Carmen Sylva” din Timișoara. Două luni mai târziu, efectuează primele înregistrări la Radio Timișoara, cu sprijinul doamnei Lucia Boleanțu. Între primele compoziții ale formației se numără „Glossa” (pe versurile lui Mihai Eminescu), „Cocorii”, „Noul calendar”. Repertoriul de început este unul orientat către folk. Este realizată prima operă folk din România, Creanga de cireș, însă aceasta nu va fi imprimată niciodată.
După o perioadă de pauză (în care Ilie Stepan cântă la bas în Progresiv TM), Pro Musica se reînființează în 1978, de data aceasta cu o orientare rock (hard, progresiv). Piesa „Poarta de foc”, compusă de Dixie Krauser pe textul lui Ștefan Dandu și înregistrată la Spectacolul-concurs al formațiilor vocal-instrumentale „Club A”, în martie 1981, în componența: Ilie Stepan, Nicolae Krakovszki, Vasile Dolga, Șerban Lupu, se regăsește pe LP-ul live Club A, dedicat acestui spectacol și scos de casa de discuri Electrecord în luna următoare, pe 13 aprilie.
În 1986, grupului Pro Musica îi este dedicată una dintre fețele albumului Formații rock 9, material apărut în cadrul seriei Formații rock, editată de Electrecord. Cele patru piese ale grupului timișorean incluse pe acest disc sunt: „Logica timpului”, „Și dacă...”, „Metamorfoză” și „Pasărea P” (ultima cunoscută și ca „Proteul pasăre”). Solist vocal este Ionel Nae Tarnoczi, la chitară solo cântă, alături de Ilie Stepan, Bujor Grigore Hariga, la bas – Richard Schöring, la baterie – Vasile Dolga, iar la claviaturi – Antoniu (Tino) Furtună de la Holograf. Versurile pieselor, cu excepția celor aparținând poetului național Mihai Eminescu din balada „Și dacă...”, sunt semnate de Marian Odangiu.
Albumul Rockul baroc, înregistrat în studioul Tomis din București în ianuarie 1988, apare în același an, de asemenea sub egida Electrecord. Versiunea apărută pe vinil este însoțită de o variantă editată pe casetă audio, cu câteva piese suplimentare. Rockul baroc include o altă creație eminesciană – „Dintre sute de catarge” – dar și piese-reper în istoria grupului, culminând cu cea care dă numele albumului și care încheie LP-ul. Versurile acestora aparțin aceluiași Marian Odangiu, muzica fiind opera lui Ilie Stepan. Solist vocal este Tic Petroșel (de la formația Sens din București), iar alături de Ilie Stepan, Grigore Bujor Hariga și Vasile Dolga, mai apare pe acest album Christian Podratzky la chitară bas.
„Timișoara”, piesă-simbol pentru decembrie 1989 și pentru evenimentele marcante de atunci, apare în limbile română și engleză pe un disc single editat în Austria în anul 1990. În  februarie, grupul se implică în concertul „Rock pentru Revoluție”, eveniment ce a strâns bani pentru peste 100 de familii care au avut victime în Revoluție. Pro Musica își întrerupe activitatea în 1993, după un concert aniversar la care participă mulți dintre foștii membri, ce are loc la Sala Olimpia din Timișoara. Ilie Stepan se concentrează în anii următori pe munca de studio și pe muzică de fuziune, sub titulatura Stepan Project.
Un concert memorabil de revenire a trupei are loc în 5 octombrie 2014, pe scena Filarmonicii Banatul din Timișoara. Concertul este imprimat și face obiectul unui dublu DVD intitulat Pro Musica 41: Live in Timișoara. Al doilea dintre DVD-uri include trei clipuri bonus cu preluări din repertoriul formațiilor The Doors, The Rolling Stones și Pink Floyd, cântate în același concert, un „making of”, fotografii, dar și toate cele 23 de piese sub formă de MP3.
Dublul DVD este lansat oficial pe 8 mai 2015, în cadrul unei proiecții video în sala multifuncțională a Consiliului Județean Timiș, după ce, în seara precedentă, în curtea interioară principală a Penitenciarului „Popa Șapcă” din Timișoara, a avut loc un inedit concert Pro Musica, sub genericul „Și între ziduri sunt inimi!”. Concertul este inclus în calendarul acțiunilor culturale de candidatură a orașului Timișoara la titlul de Capitală Culturală Europeană pentru anul 2021 și se regăsește pe un alt DVD – Live in Prison – publicat în 2016.
De-a lungul istoriei sale, în formația Pro Musica au cântat muzicieni precum Mario Florescu, Vasile (Lică) Dolga, Dietrich (Dixie) Krauser,
Marian Odangiu, Horea Crișovan, Erlend Krauser și mulți alții. În noiembrie 2009, fostul solist al formației, Nae Tarnoczi s-a sinucis. În 2019, bateristul Vasile Dolga încetează din viață. În locul său, în trupă este cooptat Mihai (Miși) Farcaș.

## Discografie
- Club A (LP, Electrecord, 1981) 1
- Formații rock 9 (split LP, Electrecord,1986) 2
- Rockul baroc (LP/MC, Electrecord, 1988)
- Timișoara (single, FRW Records & Multiimpress Co. Timișoara, 1990)
- 41: Live in Timișoara (2xDVD, Show Factory, 2015)
- Live in Prison (DVD, Show Factory, 2016)

Note:
- 1 album colectiv înregistrat în concert, include piesa „Poarta de foc”.
- 2 prima față a discului aparține formației Pro Musica, include piesele „Logica timpului”, „Și dacă...”, „Metamorfoză”, „Pasărea P”.

## Opere folk și rock
- Creanga de cireș (1974)
- Călătorie de nuntă (1975)
- Introducere într-un concert baroc (1984)

## Piese din repertoriu
- „11 septembrie”
- „Alexandra”
- „Amândoi”
- „Apa și focul”
- „Baladă pentru doi soldați”
- „Brain Damage / Eclipse” (preluare Pink Floyd)
- „Bună dimineața, tei”
- „Caii de argint”
- „Circe și Păunul”
- „Clepsidra cu flori de tei”
- „Cocorii”
- „Copilul care a coborât din cer”
- „Cu tine”
- „Curcubeul” (instrumental)
- „Despre nepoveste”
- „Dintre sute de catarge”
- „Epitaf”
- „Eșarfa roz”
- „Flori de vișin”
- „Glasul tău”
- „Glossă”
- „Hanul cu noroc”
- „Happy End”
- „Identitate”
- „Invocație”
- „Logica timpului”
- „Love Alone”
- „Marea liniște”
- „Menestrel”
- „Metamorfoze”
- „Noul calendar”
- „Parc Hotel”
- „Pasărea albă”
- „Pasărea P” („Proteul pasăre”)
- „Pentru voi”
- „Pescărușii”
- „Poarta de foc”
- „Privighetoarea”
- „Pro Musica”
- „Road House Blues” (preluare The Doors)
- „Rockul baroc”
- „Rondelul sfintei adultere”
- „Satisfaction” (preluare The Rolling Stones)
- „Se simte boarea mării”
- „Și dacă...”
- „Străinul”
- „Suta de lei”
- „Te salut, generație-n blugi!”
- „Timișoara”
- „Un cântec veșnic nou”
- „Viața pe roți”
- „Zările gri”
- „Zborul”